# Просторова крива
Просторова крива або ж крива подвійної кривини — крива, точки якої не лежать в одній площині. В декартових системах координат просторова крива може бути задана в одній з таких форм: F1(х, у, z) = 0, F2(х, у, z) = 0 (перетин двох поверхонь); x = f1(t), y = f2(t), z = f3(t) (в параметричній формі). Просторовою кривою є, наприклад, гвинтова лінія.